# Diefmatten
Diefmatten é uma comuna francesa na região administrativa de Grande Leste, no departamento Alto Reno. Estende-se por uma área de 3,15 km². Em 2010 a comuna tinha 304 habitantes (densidade: 96,5 hab./km²).